# Carl Friedrich Vollertsen
Carl Friedrich Vollertsen, auch Karl Vollertsen (* 24. Januar 1792 in Grundhof; † 29. September 1850 in Tönning) war ein schleswig-holsteinischer Gutsbesitzer und Politiker.

## Leben

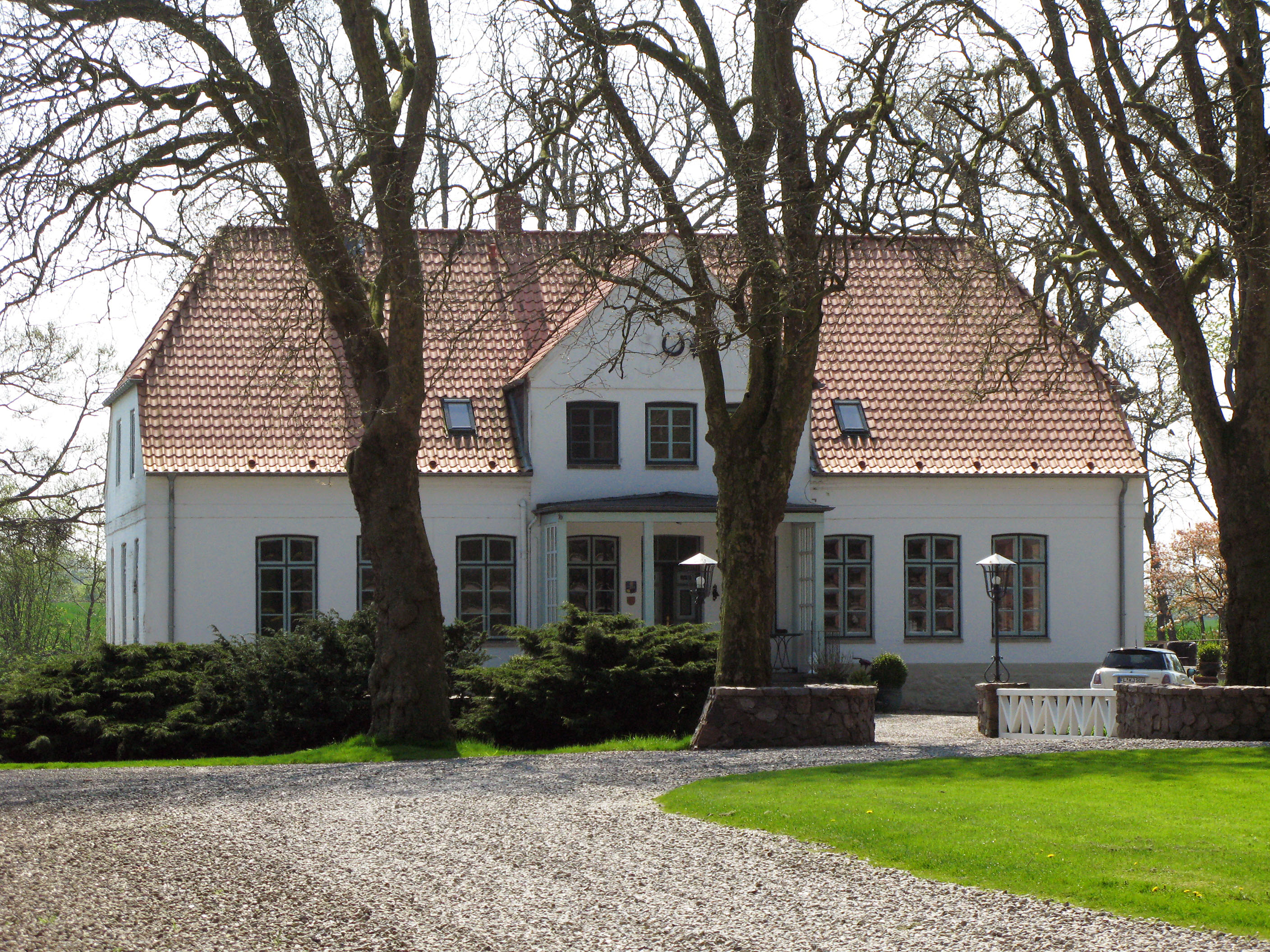
Gutshaus Freienwillen (2014)

Carl Friedrich Vollertsen war der älteste Sohn des Pastors in Grundhof Christoph Ludwig Vollertsen und dessen Frau Anna Dorothea Elisabeth, geb. Claussen (1767–1832). Er wuchs ab 1794 in Hütten (Schleswig) auf. Sein Vater, der als sehr begütert galt, konnte 1808 das Gut Freienwillen bei Grundhof erwerben. 1817 übernahm Carl Friedrich Vollertsen das Gut, das relativ klein, aber ein Adliges Gut war. 1837 hatte es eine Größe von 554 Heitscheffel, ca. 185 Hektar.
1838 war Vollertsen Mitglied der Schleswigschen Ständeversammlung. In der Schleswig-Holsteinischen Erhebung wurde er im Juli 1848 in die Schleswig-Holsteinische Landesversammlung gewählt. Er vertrat hier den schleswigschen Wahldistrikt 15, der die Kirchspiele Glücksburg, Munkbrarup, Neukirchen, Steinberg, Quern, Sterup, Sörup, Hürup, Husby, Grundhof und Rüllschau umfasste.
Zusammen mit seinem Sohn Ludwig Christian (1818–1849) trat er als Freiwilliger in die Schleswig-Holsteinische Armee, wo er in der 2. Kompanie des 1. Jägerkorps diente. Ludwig Christian starb 1849. In der Schlacht bei Kolding im April 1849 wurde Carl Friedrich Vollertsen durch eine Kugel im Rücken verwundet. Nach Heilung trat er, inzwischen 58 Jahre alt, wieder bei der Truppe an, jetzt mit seinem zweiten Sohn Emil Vollertsen (1821–1870). Mit der Schlacht von Idstedt am 25. Juli 1850 war der Krieg praktisch entschieden, und die verbliebenen schleswig-holsteinischen Truppenverbände zogen sich nach Holstein zurück. Am 29. September 1850 war Vollertsen Teil eines Jäger-Kontingents, das die Eider bei Wollersum überquerte, um über Tönning auf Friedrichstadt vorzustoßen. Von Tönning aus nahmen die Dänen die Angreifer unter Feuer. Dabei fiel Vollertsen. Sein Leichnam wurde über die Eider zurückgebracht und in Lunden beigesetzt.

## Erinnerung
Vollertsens Tod wurde vielfach betrauert. Die Inschrift auf seinem Grabdenkmal in Lunden lautete: „Es weinen um ihn die Seinen, es trauert um ihn das Vaterland, dessen Rechte schützend und fördernd mit Rede und That er lebte und starb.“ Auch die Tafel der Gefallenen in der Kirche von Grundhof erinnert an ihn.
1857 schrieb Ernst Moritz Arndt zu seinem Andenken das antidänische Gedicht Karl Vollertsen, des Schleswigers, Grab
Einen Biedermann deckt dieser Sand,

Karl Vollertsen ward er genannt.

Er war gegossen aus vollem Erz,

Aus vollem Männerstahl sein Herz.

Das ruft: Streut Blumen, vergießt nicht Thränen,

Doch auch: Vergesset nicht die Dänen!

Steh' fromm vor dieses Grabes Mal.

Solange die Sonne geht zu Berg und Thal,

Solange schlägt ein treues, deutsches Herz

Und Hoffnung blicket himmelwärts,

Ruft Vollertsen: Streut mir Blumen, nicht Thränen,

Doch auch: Vergesset nicht die Dänen!
Ausschnitt aus Karl Vollertsen, des Schleswigers, Grab

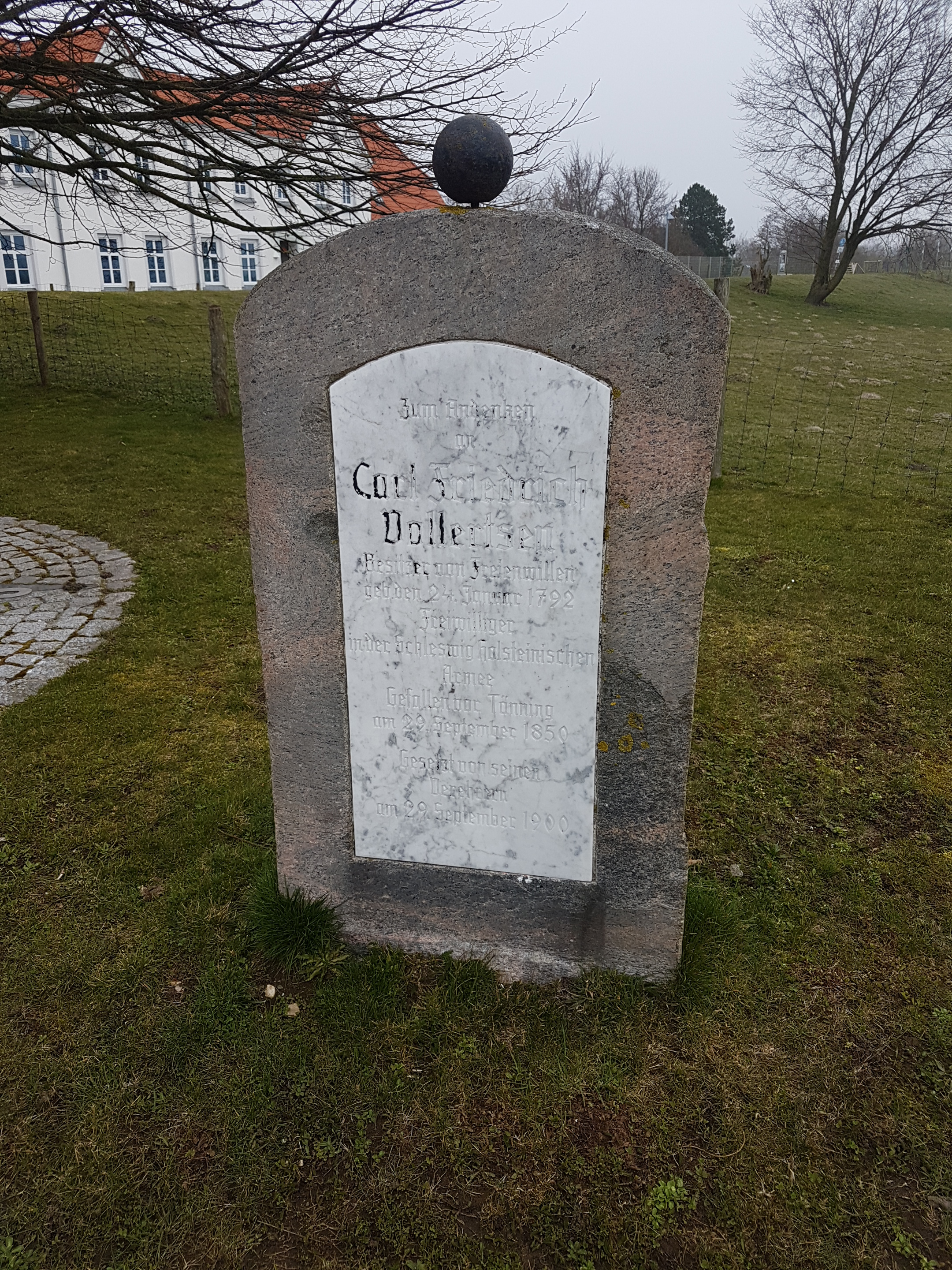
Gedenkstein für Carl Friedrich Vollertsen vor dem Wasserstraßen- und Schifffahrtsamt Tönning

Zum 50. Todestag erhielt Vollertsen 1900 einen bis heute erhaltenen Gedenkstein, „gesetzt von seinen Verehrern“, am Hafen von Tönning.

## Werke
- Die schleswig-holsteinischen Feld-Befriedigungen oder: Versuch einer Beurtheilung der critisch-didactischen Würdigung derselben von N. A. Binge. Augustenburg: Timmermann 1819